# フローレンス・ロバーツ (1861年生の女優)

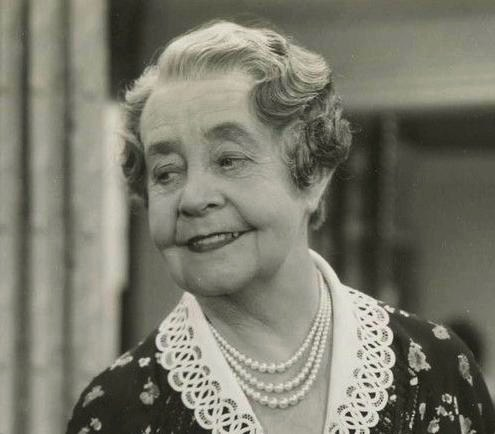
Florence Roberts in A Trip to Paris (1938) still 1 cropped

フローレンス・ロバーツ（Florence Roberts, 1861年3月16日 - 1940年6月6日）は、アメリカ合衆国の女優。メリーランド州フレデリックで生まれる。1880年代から舞台女優として活動した。映画の世界に入るのは晩年になってからで、品の良い婦人や老婦人の役柄を演じた。カリフォルニア州ハリウッドで死去、享年79。遺骸は火葬に付され、遺灰は親族、友人に託された。